# Dió de Siracusa
Dió de Siracusa (llatí: Dion, en grec antic: Δίων; circa 408 aC-353 aC), fill d'Hiparí de Siracusa (un constant partidari de Dionisi el Vell el qual estava casat amb Aristòmaca de Siracusa, filla d'Hiparí), va ser un polític siracusà, cunyat de Dionisi el Vell.
El tirà el va enviar a diverses missions, com una ambaixada a Cartago. Es va casar amb Àrete filla de Dionís i Aristòmaca. Va amassar una gran fortuna fins al punt que a la mort de Dionís va poder equipar 50 trirrems a càrrec seu per ajudar a la guerra contra Cartago.
Amb Dionisi el Jove les relacions van ser més fredes. Dió era un seguidor de la filosofia de Plató, que havia visitat Siracusà en temps de Dionisi el Vell, i el va convidar altre cop més tard. Tot i que el filòsof va ser ben rebut pel tirà, després, sota pressió del partit dirigit per Filist, Dió va ser desterrat, si bé amb honors i conservant les seves riqueses. Segons Plutarc es va retirar a Atenes, on va viure amb Plató i els seus deixebles i va visitar altres ciutats de Grècia. Plató va intentar que pogués retornar a Siracusa i per això va visitar la ciutat per tercera vegada, però no ho va aconseguir.
Dionisi el Jove finalment li va confiscar les seves riqueses i va fer casar a la seva dona Àrete amb un altre home, el que va decidir a Dió a intentar una revolució sobretot perquè coneixia la impopularitat del tirà. Es va ajuntar amb una colla d'exiliats siracusans a Grècia i va sortir de Zante amb dos vaixells mercants i menys de 1000 mercenaris.
L'absència de Dionisi i de Filist, que eren a Itàlia, el va afavorir; va desembarcar a Heraclea Minoa en territori cartaginès i se li van unir voluntaris d'arreu. Va avançar cap a Siracusa sense oposició i va entrar a la ciutat, on les forces que restaven lleials a Dionisi es van fer fortes a la ciutadella. Dió i el seu germà Megàcles van ser nomenats generals en cap de Siracusa i van atacar la ciutadella. Dionisi i Filist van provar de tornar; el primer va entrar a la ciutadella però no va aconseguir res i el segon va ser derrotat i mort en un combat naval. Dionisi va haver d'abandonar l'illa i es va retirar a Itàlia i va deixar a la ciutadella al seu fill Apol·lòcrates amb una força de mercenaris (356 aC).
Mentrestant Heraclides de Siracusa, que havia arribat des de Grècia amb un reforç per Dió d'uns quants trirrems, va ser nomenat comandant de la flota. Heràclides no estava en bons termes amb Dió, el qual a més tenia problemes amb els seus mercenaris per la qüestió dels pagaments. Dió es va haver de retirar a Leontins; però els nous governants no van tenir èxit i aviat Dió va ser cridat altra vegada i nomenat strategos autocrator. Una mica després Apol·lòcrates va haver de rendir l'assetjada ciutadella, pressionat per la fam.
El govern de Dió sembla que va ser despòtic. Plutarc l'acusa de voler instaurar una oligarquia amb ajut de Corint. Va fer matar el seu rival Heraclides i va confiscar les propietats dels seus adversaris. Això el va fer impopular i un dels seus propis amics, Cal·lip de Siracusa, que l'havia acompanyat al sortir de Grècia, va organitzar una conspiració en la qual van entrar alguns membres de la guàrdia personal de Dió, naturals de Zante. Van assassinar Dió a casa seva l'any 353 aC quan tenia 55 anys segons Corneli Nepos.